# Michał Pomorski
Michał Pomorski (Łódź, 4 agosto 2003) è un ciclista su strada polacco che corre per il team Mazowsze Serce Polski.

## Palmarès

### Strada
- 2025 (Mazowsze Serce Polski, una vittoria)

3ª tappa Dookoła Mazowsza (Blonie > Leszno)

#### Altri successi
- 2023 (HRE Mazowsze Serce Polski)

Classifica giovani Course Cycliste de Solidarnosc et des Champions Olympiques
Classifica scalatori Tour of Hainan
- 2024 (Mazowsze Serce Polski)

Classifica giovani Dookoła Mazowsza
- 2025 (Mazowsze Serce Polski)

Classifica giovani Course Cycliste de Solidarnosc et des Champions Olympiques

## Piazzamenti

### Competizioni mondiali
- Campionati del mondo

Fiandre 2021 - In linea Junior: ritirato
Glasgow 2023 - In linea Under-23: 67º

### Competizioni europee
- Campionati europei

Trento 2021 - In linea Junior: ritirato
Anadia 2022 - In linea Under-23: ritirato
Drenthe 2023 - In linea Under-23: 37°
Limburgo 2024 - In linea Under-23: 43°